# 相羽あいな
相羽 あいな（あいば あいな、1988年10月17日 - ）は、日本の声優、歌手、舞台女優、元プロレスラー。響所属。大阪府出身。愛称はあいあい。

## 経歴
アミューズメントメディア総合学院声優タレント学科を経て、播磨佑紀（はりま ゆうき）名義で劇団で演劇活動を行う。劇団仲間を通じて、女子プロレス団体「Beginning」を知り、約半年のトレーニングを経てプロデビュー。デビュー戦は2015年5月31日、新木場1stRINGでの尾崎妹加戦。
プロレス引退後、2016年5月より相羽あいなへ改名し、響の所属となる。同年、『カードファイト!! ヴァンガードG NEXT』で、降板した新田恵海に代わり安城トコハ役を担当し、声優デビュー。更に同年11月9日には、ブシロードミュージックよりシングル「夢のヒカリ君のミライ」で歌手デビューを果たす。
2018年、第12回声優アワードにて「どうぶつビスケッツ×PPP」として歌唱賞を受賞。
2019年、KNOCK OUT公式サポーターとスターダムスペシャルサポーターに就任。
2020年、第14回声優アワードにて「Roselia」として歌唱賞を受賞。

## 人物
北海道生まれ、大阪育ち。約2年間プロレスにおいてプロ活動していた。得意技はクリスト（人工衛星ヘッドシザース＋腕固め）、入場曲はMELL「Teleportation guy」。2018年、舞台『少女☆歌劇 レヴュースタァライト』記者会見でレスラー時代の同期・万喜なつみが駆けつけた際には、エルボーアタックを万喜に叩き込む場面を披露した。
引退した現在でもプロレスファンを自認し、所属事務所が新日本プロレス、スターダムとグループ企業であることから、司会など架け橋を渡す仕事も積極的に行っている。
その他、競馬も趣味の一つで、高校在学中の2005年の若駒ステークスで勝利したディープインパクトに感銘を受け、競馬法上馬券の購入が可能となる20歳の段階で馬券を買い始めている。

## 出演
太字はメインキャラクター。

### テレビアニメ
2016年
- カードファイト!! ヴァンガードG シリーズ（2016年 - 2018年、安城トコハ） - 2シリーズ

2017年
- けものフレンズ（2017年 - 2019年、イワトビペンギン） - 2シリーズ
- BanG Dream!（2017年 - 2022年、湊友希那） - 3シリーズ + 1作品
- ひなろじ〜from Luck & Logic〜（ミカエル）

2018年
- BanG Dream! ガルパ☆ピコ（2018年 - 2022年、湊友希那） - 3シリーズ
- 少女☆歌劇 レヴュースタァライト（西條クロディーヌ）

2020年
- カードファイト!! ヴァンガード（安城トコハ）

2021年
- プラオレ!〜PRIDE OF ORANGE〜（久賀セイコ）

2022年
- てっぺんっ!!!!!!!!!!!!!!!（天野ちとせ）

2023年
- 魔術士オーフェンはぐれ旅 シリーズ（ウィノナ） - 2シリーズ
- てんぷる（天道陽）

2024年
- 即死チートが最強すぎて、異世界のやつらがまるで相手にならないんですが。（白山梨央奈）
- 多数欠（月岡めぐる）

### 劇場アニメ
- BanG Dream! FILM LIVE / 2nd Stage（2019年 - 2021年、湊友希那[30][31]） - 2作品
- 少女☆歌劇 レヴュースタァライトシリーズ（2020年 - 2021年、西條クロディーヌ[32]） - 2作品
- 劇場版 BanG Dream! Episode of Roselia I・II（2021年、湊友希那[33]） - 2部作
- 劇場版 BanG Dream! ぽっぴん'どりーむ!（2022年、湊友希那）

### Webアニメ
- 少女☆寸劇 オールスタァライト（2019年、西條クロディーヌ[34]）
- みにヴぁん ら〜じ（2021年 - 2022年、安城トコハ、女性ファンたち） - 2シリーズ

### ゲーム
2017年
- バンドリ! ガールズバンドパーティ!（2017年 - 2024年、湊友希那）
- 秘密の宿屋〜ヒーローと暮らすほのぼのRPG〜（マリン）

2018年
- 共闘ことばRPG コトダマン（イワトビペンギン）
- 少女☆歌劇 レヴュースタァライト -Re LIVE-（2018年 - 2024年、西條クロディーヌ）

2019年
- 刀使ノ巫女 刻みし一閃の燈火（西條クロディーヌ）
- ブラウンダスト（ビナ）
- けものフレンズ3（イワトビペンギン）

2020年
- クイズRPG 魔法使いと黒猫のウィズ（ズィーザ・イス）
- ロストディケイド（湊友希那）

2021年
- グリザイア クロノスリベリオン（2021年 - 2023年、阿久津カナリ） - 2作品
- Demon's Rider
- D CIDE TRAUMEREI（七瀬茉莉亜）

2022年
- ナナリズムダッシュ（イワトビペンギン）

2023年
- ガーディアンテイルズ（獣人の剣 レイ）

2024年
- De:Lithe Last Memories（万丈ユウキ）
- 少女☆歌劇 レヴュースタァライト 舞台奏像劇 遙かなるエルドラド（西條クロディーヌ）
- ブラウンダスト2（ルベンシア）

2025年
- ROAD59 -新時代任侠区- 摩天楼モノクロ抗争（氷室静）

### 吹き替え
- みつばちマーヤの大冒険2 ハニー・ゲーム（英語版）（2019年、スピンダー[51]）
- 最後の召喚師 -The Last Summoner-（2023年、ハナ[52][53]、着ぐるみ）

### ラジオ
※はインターネット配信。
- ラジオ ヴァンガードG NEXT（2016年 - 2017年、ラジオ大阪・HiBiKi Radio Station※）
- ブシロードpresents 相羽あいなの大こ〜かいRaDiO（2019年4月4日 - 、TBSラジオ）
- 相羽あいな・吉岡茉祐 あかんもんはあかん!（2019年 - 2022年、ラジオ関西・ニコニコ動画アニたまどっとコムチャンネル※）
- 相羽あいなの初めてのSiGN（2020年 - 、JFN PARK※）
- 相羽あいなのアイバダービー（2021年 - 、OPENREC.tv※[54]）

### テレビ番組
※はインターネット配信。
- けものフレンズアワー（2016年11月22日 - 2019年4月10日、ニコニコ生放送※） - 2シーズン
- 月刊ブシロードTV （TOKYO MX：2016年10月6日 - 2017年1月26日）- MC / 「キックボクシング体験リポート」コーナーも担当[55]。
- 声馬チャンネル@川崎競馬場（YouTube※：2021年12月13日 - 2024年3月13日）[56]
- 川崎競馬スパーキングトークLIVE（YouTube※：2024年4月 - 不定期出演（開催初日担当））

### 舞台
※は播磨佑紀名義での出演
2015年
- 演劇のろま集団「はじまり、はじまり」（11月12日 - 15日、八幡山ワーサルシアター）※

2016年
- 唐沢俊一ユニット“b”公演 『オペラ座の探偵』（1月22日 - 23日、絵本塾ホール）※
- 演劇のろま集団「ヲタクの花道」（6月23日 - 26日、明石スタジオ）
- 劇団大富豪「WILL」（9月29日 -10月2日、築地本願寺ブティストホール）
- 演劇のろま集団「青いベンチと恋のフロンティア」（10月20日 - 23日、シアター風姿花伝）

2017年
- けものフレンズ（6月14日 - 18日、品川プリンスホテル クラブeX） - イワトビペンギン 役
- 少女☆歌劇 レヴュースタァライト -The LIVE- #1（9月22日 - 24日、AiiA 2.5 Theater Tokyo） - 西條クロディーヌ 役

2018年
- 少女☆歌劇 レヴュースタァライト -The LIVE- #1 revival（1月6日 - 8日、AiiA 2.5 Theater Tokyo） - 西條クロディーヌ 役
- けものフレンズ 再演（1月13日 - 21日、AiiA 2.5 Theater Tokyo） - イワトビペンギン 役
- SOLID STAR プロデュースvol.13「わが家の最終的解決」（3月28日 - 4月1日、シアターサンモール）
- 少女☆歌劇 レヴュースタァライト -The LIVE- #2 Transition（10月13日 - 21日、天王洲 銀河劇場） - 西條クロディーヌ 役

2019年
- Reading♡Stage『百合と薔薇』（6月6日、品川プリンスホテル クラブeX） - 天野ヒカル 役
- 少女☆歌劇 レヴュースタァライト -The LIVE- #2 revival（7月12日 - 15日、舞浜アンフィシアター） - 西條クロディーヌ 役

2020年
- 少女☆歌劇 レヴュースタァライト -The LIVE ONLINE-（7月12日、オンライン配信） - 西條クロディーヌ 役
- 少女☆歌劇 レヴュースタァライト -The LIVE 青嵐- BLUE GLITTER（12月19日、天王洲銀河劇場 ※公演中止） - 西條クロディーヌ 役（日替わりゲスト）
- ROAD59 -新時代任侠特区-（12月24日 - 27日、なかのZERO大ホール）- 氷室静 役

2021年
- 少女☆歌劇 レヴュースタァライト -The LIVE- #3 Growth（7月27日 - 8月1日、品川プリンスホテル ステラボール） - 西條クロディーヌ 役
- 擾乱 THE PRINCESS OF SNOW AND BLOOD ～陽いづる雪月花編～（10月28日 - 11月7日、明治座） - 上野志津子 役

2022年
- 少女☆歌劇 レヴュースタァライト -The LIVE エーデル- Delight（2月18日 - 27日、天王洲 銀河劇場） - 西條クロディーヌ 役
- 少女☆歌劇 レヴュースタァライト -Re LIVE- Reading Theatre 第1弾「田中ゆゆ子の古典落語劇場」（6月5日、飛行船シアター） - 西條クロディーヌ 役

2023年
- 少女☆歌劇 レヴュースタァライト -The LIVE- #4 Climax（2月25日 - 28日、東京建物 Brillia HALL） - 西條クロディーヌ 役
- マーダーミステリー即興劇「ザ・マフィア ～ボスの死と継承～」（3月16日、オンライン配信）
- 少女☆歌劇 レヴュースタァライト -The STAGE 中等部- Rebellion（6月7日 - 12日、飛行船シアター） - 西條クロディーヌ 役
- 少女☆歌劇 レヴュースタァライト -Re LIVE- Reading Theatre 第四弾「遙かなるエルドラド」（12月16日・17日、飛行船シアター） - 西條クロディーヌ 役

2024年
- eeo Stage reading朗読劇「はなしぐれ」（1月25日、CBGKシブゲキ!!） - 島崎美波 役
- ザ・マフィア 〜ボスの死と継承〜（3月16日、SPWN　※オンライン開催）
- Hyo-eeN！vol.6「Listen/Library Ⅲ」（7月4日・6日、新宿シアターモリエール）
- 新感覚怪談ステージ -浅草怪談屋敷-「友人に誘われて…」（7月26日、浅草花劇場） - 語り部 役
- NLTプロデュースコント公演「天使のように微笑んで財布なくしてガム踏んで」（8月28日 - 9月1日、博品館劇場）
- 少女☆歌劇 レヴュースタァライト -The MUSICAL- 別れの戦記（11月9日 - 15日、品川プリンスホテル ステラボール） - 西條クロディーヌ 役
- パルコ・プロデュース2024 PARCO 劇場スペシャル版「カタシロ〜Relive vol.1〜」（12月20日 - 28日、PARCO劇場） - もう一人の患者 役
- 舞台朗読劇「遙かなるエルドラド・序章」（12月21日、東京建物 Brillia HALL）

2025年
- Hyo-eeN！vol.8「Listen/Library V」（1月25日、シアターモリエール）
- 朗読劇「モノクロの空に虹を架けよう」（2月27日・3月2日、新宿シアタートップス）
- パルコ・プロデュース2025「カタシロ〜Relive vol.2〜」（8月3日〈予定〉、PARCO劇場） - もう一人の患者 役

### 映画
- カタシロReplica（2024年、もう一人の患者[82]）

### ASMR
- よみほぐASMR「ヘンゼルとグレーテル」（2020年、朗読[83]）
- リンジンASMR ～耳かきの匠!? 真下の若大家。シェービング/竹耳かき/スライム耳洗浄～（2021年、大家[84]）

### 雑誌連載
- KNOCK OUT Presents Special Report （ブシロードメディア「月刊ブシロード」2017年1月号 - ）[85]

### パチンコ・パチスロ
- L少女☆歌劇 レヴュースタァライト -The SLOT-（2025年、西條クロディーヌ[86]）
- P少女☆歌劇 レヴュースタァライト ラッキートリガー4500（2025年、西條クロディーヌ[87]）

### その他コンテンツ
- アプリ「MAPLUS+声優ナビ」（2018年、イワトビペンギン[88]）
- テレビCM「ヴァンガード ZERO」（2020年、実写出演[89]）
- テレビCM「マジで鬼のように割れる瓦」（2021年、実写出演、PR大使[90]）
- マンガドア「バンドリ！ ガールズバンドパーティ！ Roselia Stage」ボイスコミック（2021年、湊友希那[91]）
- かまいガチ（2021年9月24日、テレビ朝日、ナレーション）
- 「破滅のカノジョ」PV（2021年、レイコ＆ナレーション[92]）

## ディスコグラフィ

### シングル
|        | 発売日         | タイトル             | 規格品番   | 規格品番   | オリコン 最高位 |
| 限定盤 | 発売日         | タイトル             | 通常盤     |            | オリコン 最高位 |
| ------ | -------------- | -------------------- | ---------- | ---------- | --------------- |
| 1st    | 2016年11月9日  | 夢のヒカリ君のミライ | BRMM-10052 | BRMM-10051 | 圏外            |
| 0th    | 2019年10月16日 | Lead the way         | BRMM-10211 | BRMM-10212 | 13位            |

### ミニアルバム
|        | 発売日        | タイトル | 規格品番   | 規格品番   | オリコン 最高位 |
| 限定盤 | 発売日        | タイトル | 通常盤     |            | オリコン 最高位 |
| ------ | ------------- | -------- | ---------- | ---------- | --------------- |
| 1st    | 2020年4月15日 | SiGN     | BRMM-10257 | BRMM-10258 | 19位            |

### タイアップ
| 楽曲                 | タイアップ                                                                             | 時期   |
| -------------------- | -------------------------------------------------------------------------------------- | ------ |
| 夢のヒカリ君のミライ | テレビアニメ『フューチャーカード バディファイトDDD』エンディングテーマ                 | 2016年 |
| 夢のヒカリ君のミライ | 生活情報番組『日曜なもんで!』10月 - 12月度エンディングテーマ                           | 2016年 |
| New my world         | テレビ番組『月刊ブシロードTV』9月 - 11月度エンディングテーマ                           | 2016年 |
| Lead the way         | テレビアニメ『カードファイト!! ヴァンガード』新右衛門編オープニングテーマ              | 2019年 |
| Beauty or Beast      | 女子プロレス団体「スターダム」2020年団体テーマ                                         | 2020年 |
| REASONS              | テレビアニメ『多数欠』第2クール エンディングテーマ                                     | 2024年 |
| 僕だけの地平線       | テレビアニメ『自動販売機に生まれ変わった俺は迷宮を彷徨う』2nd Seasonエンディングテーマ | 2025年 |

### キャラクターソング
| 発売日   | 商品名 | 歌 | 楽曲                                                                                     | 備考                                                                                     |
| 2017年   | 2017年 | 2017年 | 2017年                                                                                   | 2017年                                                                                   |
| -------- | --- | --- | ---------------------------------------------------------------------------------------- | ---------------------------------------------------------------------------------------- |
| 2月8日   | ようこそジャパリパークへ                                                                                              | どうぶつビスケッツ×PPP | 「ようこそジャパリパークへ」                                                             | テレビアニメ『けものフレンズ』オープニングテーマ                                         |
| 2月8日   | ようこそジャパリパークへ                                                                                              | PPP | 「大空ドリーマー」                                                                       | テレビアニメ『けものフレンズ』挿入歌                                                     |
| 2月8日   | ようこそジャパリパークへ                                                                                              | PPP | 「ようこそジャパリパークへ」                                                             | テレビアニメ『けものフレンズ』関連曲                                                     |
| 6月7日   | Japari Café | どうぶつビスケッツ＋かばん（内田彩）×PPP | 「けものパレード 〜ジャパリパークメモリアル〜」 「ようこそジャパリパークへ」             | テレビアニメ『けものフレンズ』関連曲                                                     |
| 9月20日  | プロローグ -Star Divine-                                                                                              | スタァライト九九組 | 「Star Divine」 「舞台少女心得」 「願いは光になって」                                    | 舞台『少女☆歌劇 レヴュースタァライト -The LIVE- #1』劇中歌                               |
| 9月22日  | プリンシパル -Fancy You-                                                                                              | 天堂真矢（富田麻帆）、西條クロディーヌ（相羽あいな）、石動双葉（生田輝）、花柳香子（伊藤彩沙） | 「GANG☆STAR」                                                                            | 舞台『少女☆歌劇 レヴュースタァライト -The LIVE- #1』劇中歌                               |
| 12月13日 | フレ！フレ！ベストフレンズ                                                                                            | どうぶつビスケッツ×PPP | 「フレ！フレ！ベストフレンズ」                                                           | ゲーム『けものフレンズぱびりおん』テーマソング                                           |
| 12月13日 | フレ！フレ！ベストフレンズ                                                                                            | PPP | 「ファーストペンギン」                                                                   | テレビアニメ『けものフレンズ』関連曲                                                     |
| 12月13日 | Japari Café2 | マーゲイ（山下まみ） with PPP | 「THE WANTED CRIMINAL」                                                                  | テレビアニメ『けものフレンズ』関連曲                                                     |
| 12月13日 | Japari Café2 | PPP | 「わたしたちのストーリー」                                                               | テレビアニメ『けものフレンズ』関連曲                                                     |
| 12月13日 | Japari Café2 | どうぶつビスケッツ＋かばん（内田彩）×PPP / セリフ - コツメカワウソ（近藤玲奈）、アフリカオオコノハズク（三上枝織）、ワシミミズク（上原あかり）、マーゲイ（山下まみ）、ギンギツネ（相坂優歌）、キタキツネ（三森すずこ） | 「ドレミファロンド（フレンズ ver.）」                                                    | テレビアニメ『けものフレンズ』関連曲                                                     |
| 2018年   | | |                                                                                          |                                                                                          |
| 3月7日   | スタァライトシアター                                                                                                  | スタァライト九九組 | 「スタァライトシアター」                                                                 | 舞台『少女☆歌劇 レヴュースタァライト -The LIVE- #1 revival』劇中歌                       |
| 3月7日   | スタァライトシアター                                                                                                  | スタァライト九九組 | 「Circle of the Revue」 「キラめきのありか」                                             | 舞台『少女☆歌劇 レヴュースタァライト』関連曲                                             |
| 4月25日  | ペパプ・イン・ザ・スカイ！                                                                                            | PPP | 「純情フリッパー」                                                                       | ゲーム『けものフレンズ FESTIVAL』テーマソング                                            |
| 4月25日  | ペパプ・イン・ザ・スカイ！                                                                                            | PPP | 「大陸メッセンジャー」 「人にやさしく」                                                  | テレビアニメ『けものフレンズ』関連曲                                                     |
| 4月25日  | ペパプ・イン・ザ・スカイ！                                                                                            | PPP with マーゲイ（山下まみ） | 「ようこそジャパリパークへ」                                                             | テレビアニメ『けものフレンズ』関連曲                                                     |
| 4月25日  | ペパプ・イン・ザ・スカイ！                                                                                            | イワトビペンギン（相羽あいな） | 「Rockin' Hoppin' Jumpin'」                                                              | テレビアニメ『けものフレンズ』関連曲                                                     |
| 4月25日  | ペパプ・イン・ザ・スカイ！ 初回盤                                                                                     | イワトビペンギン（相羽あいな） | 「ようこそジャパリパークへ」                                                             | テレビアニメ『けものフレンズ』関連曲                                                     |
| 5月23日  | カードファイト!! ヴァンガードG NEXT DVD-BOX 上 キャラクターソングCD                                                   | ハイメフラワーズ | 「雨のちBlooming Smile♪」                                                                | テレビアニメ『カードファイト!! ヴァンガードG NEXT』関連曲                                |
| 7月18日  | 星のダイアローグ | スタァライト九九組 | 「星のダイアローグ」                                                                     | テレビアニメ『少女☆歌劇 レヴュースタァライト』オープニングテーマ                         |
| 7月18日  | 星のダイアローグ | スタァライト九九組 | 「ディスカバリー！」                                                                     | ゲーム『少女☆歌劇 レヴュースタァライト -Re LIVE-』主題歌                                 |
| 8月1日   | Fly Me to the Star | スタァライト九九組 | 「Fly Me to the Star」                                                                   | テレビアニメ『少女☆歌劇 レヴュースタァライト』エンディングテーマ                         |
| 8月1日   | Fly Me to the Star | スタァライト九九組 | 「よろしく九九組」 「ロマンティッククルージン」                                          | テレビアニメ『少女☆歌劇 レヴュースタァライト』関連曲                                     |
| 8月22日  | ピコっと！パピっと!!ガルパ☆ピコ!!!                                                                                    | 戸山香澄（愛美）、美竹蘭（佐倉綾音）、丸山彩（前島亜美）、湊友希那（相羽あいな）、弦巻こころ（伊藤美来） | 「ピコっと！パピっと!!ガルパ☆ピコ!!!」                                                   | テレビアニメ『BanG Dream! ガルパ☆ピコ』主題歌                                            |
| 8月22日  | ピコっと！パピっと!!ガルパ☆ピコ!!!                                                                                    | 戸山香澄（愛美）、美竹蘭（佐倉綾音）、丸山彩（前島亜美）、湊友希那（相羽あいな）、弦巻こころ（伊藤美来） | 「クインティプル☆すまいる」                                                              | ゲーム『バンドリ！ ガールズバンドパーティ！』関連曲                                      |
| 10月10日 | 99 ILLUSION! | スタァライト九九組 | 「99 ILLUSION!」 「Green Dazzling Light」                                                | 舞台『少女☆歌劇 レヴュースタァライト -The LIVE- #2 Transition』テーマソング              |
| 10月17日 | 少女☆歌劇 レヴュースタァライト 劇中歌アルバムVol.2 ラ レヴュー ド ソワレ                                              | 愛城華恋（小山百代）、神楽ひかり（三森すずこ）、天堂真矢（富田麻帆）、西條クロディーヌ（相羽あいな） | 「-Star Divine- フィナーレ」                                                             | テレビアニメ『少女☆歌劇 レヴュースタァライト』挿入歌                                     |
| 10月17日 | 少女☆歌劇 レヴュースタァライト 劇中歌アルバムVol.2 ラ レヴュー ド ソワレ                                              | 愛城華恋（小山百代）、星見純那（佐藤日向）、露崎まひる（岩田陽葵）、石動双葉（生田輝）、花柳香子（伊藤彩沙）、大場なな（小泉萌香）、西條クロディーヌ（相羽あいな）、天堂真矢（富田麻帆）                               | 「舞台少女心得 幕間」                                                                    | テレビアニメ『少女☆歌劇 レヴュースタァライト』挿入歌                                     |
| 10月17日 | 少女☆歌劇 レヴュースタァライト 劇中歌アルバムVol.2 ラ レヴュー ド ソワレ                                              | 天堂真矢（富田麻帆）、西條クロディーヌ（相羽あいな） | 「星摘みの歌」                                                                           | テレビアニメ『少女☆歌劇 レヴュースタァライト』挿入歌                                     |
| 10月17日 | 少女☆歌劇 レヴュースタァライト 劇中歌アルバムVol.2 ラ レヴュー ド ソワレ                                              | 天堂真矢（富田麻帆）、西條クロディーヌ（相羽あいな） | 「Fly Me to the Star #10」                                                               | テレビアニメ『少女☆歌劇 レヴュースタァライト』エンディングテーマ                         |
| 10月17日 | 少女☆歌劇 レヴュースタァライト 劇中歌アルバムVol.2 ラ レヴュー ド ソワレ                                              | 天堂真矢（富田麻帆）、星見純那（佐藤日向）、露崎まひる（岩田陽葵）、大場なな（小泉萌香）、西條クロディーヌ（相羽あいな）、石動双葉（生田輝）、花柳香子（伊藤彩沙）                                                     | 「Fly Me to the Star #11」                                                               | テレビアニメ『少女☆歌劇 レヴュースタァライト』エンディングテーマ                         |
| 10月24日 | 少女☆歌劇 レヴュースタァライト BD第1巻特典CD                                                                          | スタァライト九九組 | 「My friend 〜Arrie〜」                                                                  | テレビアニメ『少女☆歌劇 レヴュースタァライト』関連曲                                     |
| 12月26日 | 少女☆歌劇 レヴュースタァライト BD第2巻特典CD                                                                          | スタァライト九九組 | 「You are a ghost, I am a ghost 〜劇場のゴースト〜」                                     | テレビアニメ『少女☆歌劇 レヴュースタァライト』関連曲                                     |
| 2019年   | | |                                                                                          |                                                                                          |
| 1月9日   | 約束タワー | スタァライト九九組 | 「約束タワー」 「舞台プレパレイション」                                                  | テレビアニメ『少女☆歌劇 レヴュースタァライト』関連曲                                     |
| 2月13日  | 乗ってけ！ジャパリビート                                                                                              | どうぶつビスケッツ×PPP | 「乗ってけ！ジャパリビート」                                                             | テレビアニメ『けものフレンズ2』オープニングテーマ                                        |
| 2月13日  | 乗ってけ！ジャパリビート                                                                                              | PPP | 「アラウンドラウンド」                                                                   | テレビアニメ『けものフレンズ2』挿入歌                                                    |
| 2月27日  | 少女☆歌劇 レヴュースタァライト BD第3巻特典CD                                                                          | スタァライト九九組 | 「恋は太陽 〜CIRCUS!〜」                                                                 | テレビアニメ『少女☆歌劇 レヴュースタァライト』関連曲                                     |
| 4月17日  | 百色リメイン | スタァライト九九組 | 「百色リメイン」 「Bright!Light!」                                                       | 舞台『少女☆歌劇 レヴュースタァライト -The LIVE- #2 Transition』関連曲                    |
| 4月17日  | 百色リメイン 真矢&クロディーヌver.                                                                                    | 天堂真矢（富田麻帆）、西條クロディーヌ（相羽あいな） | 「百色リメイン」                                                                         | 舞台『少女☆歌劇 レヴュースタァライト -The LIVE- #2 Transition』関連曲                    |
| 5月29日  | ようこそジャパリパークへ 〜こんぷりーとべすと〜                                                                       | うぃあーふれんず！ | 「ようこそジャパリパークへ（ただいま ver.）」                                            | テレビアニメ『けものフレンズ2』エンディングテーマ                                        |
| 8月7日   | Star Diamond | スタァライト九九組 | 「Star Diamond」                                                                         | テレビアニメ『少女☆歌劇 レヴュースタァライト』関連曲                                     |
| 8月7日   | Star Diamond | スタァライト九九組 | 「舞台少女体操」                                                                         | Webアニメ『少女☆寸劇 オールスタァライト』主題歌                                          |
| 10月4日  | け・も・の・だ・も・の                                                                                                | どうぶつビスケッツ×PPP | 「け・も・の・だ・も・の」                                                               | ゲーム『けものフレンズ3』主題歌                                                          |
| 10月4日  | け・も・の・だ・も・の                                                                                                | どうぶつビスケッツ×PPP | 「わっはっはっえがお」                                                                   | ゲーム『けものフレンズ3』関連曲                                                          |
| 10月4日  | け・も・の・だ・も・の                                                                                                | PPP | 「フルーツ！フルーツ！フルルーツ？」                                                     | ゲーム『けものフレンズ3』関連曲                                                          |
| 10月16日 | 少女☆歌劇 レヴュースタァライト レヴューアルバム ラ・レヴュー・エターナル                                              | 西條クロディーヌ（相羽あいな）、夢大路栞（遠野ひかる）、夢大路文（倉知玲鳳） | 「ゼウスの仲裁」                                                                         | ゲーム『少女☆歌劇 レヴュースタァライト -Re LIVE-』関連曲                                 |
| 2020年   | | |                                                                                          |                                                                                          |
| 2月19日  | Star Parade | スタァライト九九組 | 「Star Parade」                                                                          | テレビアニメ『少女☆歌劇 レヴュースタァライト』関連曲                                     |
| 2月19日  | Star Parade | 愛城華恋（小山百代）、神楽ひかり（三森すずこ）、天堂真矢（富田麻帆）、西條クロディーヌ（相羽あいな） | 「純情アンクラシファイド」                                                               | テレビアニメ『少女☆歌劇 レヴュースタァライト』関連曲                                     |
| 8月12日  | 大盛り一丁！ガルパ☆ピコ                                                                                               | 戸山香澄（愛美）、美竹蘭（佐倉綾音）、丸山彩（前島亜美）、湊友希那（相羽あいな）、弦巻こころ（伊藤美来） | 「大盛り一丁！ガルパ☆ピコ」                                                              | テレビアニメ『BanG Dream! ガルパ☆ピコ 〜大盛り〜』主題歌                                 |
| 8月12日  | 大盛り一丁！ガルパ☆ピコ                                                                                               | 戸山香澄（愛美）、美竹蘭（佐倉綾音）、丸山彩（前島亜美）、湊友希那（相羽あいな）、弦巻こころ（伊藤美来） | 「TWiNKLE CiRCLE」                                                                       | ゲーム『バンドリ！ ガールズバンドパーティ！』関連曲                                      |
| 9月9日   | 再生讃美曲 | スタァライト九九組 | 「再生讃美曲」                                                                           | 劇場アニメ『少女☆歌劇 レヴュースタァライト ロンド・ロンド・ロンド』主題歌                |
| 9月9日   | 再生讃美曲 | 愛城華恋（小山百代）、神楽ひかり（三森すずこ）、西條クロディーヌ（相羽あいな）、天堂真矢（富田麻帆） | 「Star Diamond」                                                                         | 劇場アニメ『少女☆歌劇 レヴュースタァライト ロンド・ロンド・ロンド』挿入歌                |
| 12月9日  | MIRACLE DIALIES | PPP | 「群青の夢と奇跡」                                                                       | ゲーム『けものフレンズ3』関連曲                                                          |
| 12月9日  | BLUE ANTHEM | スタァライト九九組 | 「Re:PLAY」                                                                              | 舞台『少女☆歌劇 レヴュースタァライト -The LIVE 青嵐- BLUE GLITTER』関連曲                |
| 2021年   | | |                                                                                          |                                                                                          |
| 2月17日  | 不死鳥のフランメ | 天堂真矢（富田麻帆）、西條クロディーヌ（相羽あいな） | 「不死鳥のフランメ」                                                                     | ゲーム『少女☆歌劇 レヴュースタァライト -Re LIVE-』関連曲                                 |
| 2月24日  | 少女☆歌劇 レヴュースタァライト ロンド・ロンド・ロンド BD特典CD                                                        | スタァライト九九組 | 「素敵なドレス着させてよ」                                                               | 『少女☆歌劇 レヴュースタァライト』関連曲                                                 |
| 3月24日  | 少女☆歌劇 レヴュースタァライト ベストアルバム                                                                         | スタァライト九九組 | 「Polestar」                                                                             | 『少女☆歌劇 レヴュースタァライト』関連曲                                                 |
| 3月24日  | 少女☆歌劇 レヴュースタァライト ベストアルバム 限定盤特典CD                                                            | 愛城華恋（小山百代）、天堂真矢（富田麻帆）、大場なな（小泉萌香）、西條クロディーヌ（相羽あいな） | 「1等星のプロキオン」                                                                    | 『少女☆歌劇 レヴュースタァライト』関連曲                                                 |
| 3月24日  | 少女☆歌劇 レヴュースタァライト ベストアルバム 限定盤特典CD                                                            | 天堂真矢（富田麻帆）、西條クロディーヌ（相羽あいな） | 「Fancy You」                                                                            | 『少女☆歌劇 レヴュースタァライト』関連曲                                                 |
| 3月24日  | 少女☆歌劇 レヴュースタァライト ベストアルバム 限定盤特典CD                                                            | 大場なな（小泉萌香）、西條クロディーヌ（相羽あいな） | 「御してぎょしゃ座」                                                                     | 『少女☆歌劇 レヴュースタァライト』関連曲                                                 |
| 3月24日  | 少女☆歌劇 レヴュースタァライト ベストアルバム 限定盤特典CD                                                            | 露崎まひる（岩田陽葵）、西條クロディーヌ（相羽あいな） | 「鬼紅忍絵巻 -おにくれないにんえまき-」                                                  | 『少女☆歌劇 レヴュースタァライト』関連曲                                                 |
| 3月24日  | 少女☆歌劇 レヴュースタァライト ベストアルバム 店舗別オリジナル特典CD 真矢・クロディーヌ 歌い分けver.                  | 天堂真矢（富田麻帆）、西條クロディーヌ（相羽あいな） | 「Polestar」                                                                             | 『少女☆歌劇 レヴュースタァライト』関連曲                                                 |
| 6月30日  | 私たちはもう舞台の上                                                                                                  | スタァライト九九組 | 「私たちはもう舞台の上」                                                                 | 劇場アニメ『劇場版 少女☆歌劇 レヴュースタァライト』主題歌                                |
| 7月14日  | サイカイ合図 | スタァライト九九組 | 「サイカイ合図」                                                                         | 舞台『少女☆歌劇 レヴュースタァライト -The LIVE-#3 Growth』主題歌                         |
| 7月14日  | サイカイ合図 | スタァライト九九組 | 「青春トラベラー」                                                                       | 舞台『少女☆歌劇 レヴュースタァライト -The LIVE-#3 Growth』関連曲                         |
| 7月21日  | 劇場版 少女☆歌劇 レヴュースタァライト 劇中歌アルバムVol.1                                                             | 天堂真矢（富田麻帆）、西條クロディーヌ（相羽あいな） | 「美しき人 或いは其れは」                                                                | 劇場アニメ『劇場版 少女☆歌劇 レヴュースタァライト』挿入歌                                |
| 10月8日  | ピコたるもの、ふぃーばー！                                                                                            | 戸山香澄（愛美）、美竹蘭（佐倉綾音）、丸山彩（前島亜美）、湊友希那（相羽あいな）、弦巻こころ（伊藤美来）、倉田ましろ（進藤あまね）、レイヤ（Raychell）                                                                 | 「ピコたるもの、ふぃーばー！」                                                           | テレビアニメ『BanG Dream! ガルパ☆ピコ ふぃーばー！』エンディングテーマ                   |
| 12月22日 | 劇場版 少女☆歌劇 レヴュースタァライト BD特典CD                                                                        | スタァライト九九組 | 「舞台裏のレヴュー」                                                                     | 劇場アニメ『劇場版 少女☆歌劇 レヴュースタァライト』関連曲                                |
| 2022年   | | |                                                                                          |                                                                                          |
| 4月20日  | Delight to me！【Delight ver.】                                                                                       | シークフェルト音楽学院、青嵐総合芸術院、西條クロディーヌ（相羽あいな）、夢大路文（倉知玲鳳）、胡蝶静羽（佐々木未来）                                                                                                   | 「Everlasting Show to the SHOW！」                                                       | 舞台『少女☆歌劇 レヴュースタァライト -The LIVE エーデル- Delight』関連曲                 |
| 8月17日  | てっぺんっ天国 〜TOP OF THE LAUGH!!!〜                                                                                | てっぺんっオールスターズ | 「てっぺんっ天国 〜TOP OF THE LAUGH!!!〜」                                               | テレビアニメ『てっぺんっ!!!』オープニングテーマ                                          |
| 9月21日  | レヴューアルバム アルカナ・アルカディア                                                                               | 雪代晶（野本ほたる）、リュウ・メイファン（竹内夢）、巴珠緒（楠木ともり）、神楽ひかり（三森すずこ）、西條クロディーヌ（相羽あいな）                                                                                     | 「永遠ハ死シテ生キル」                                                                   | ゲーム『少女☆歌劇 レヴュースタァライト -Re LIVE-』関連曲                                 |
| 2023年   | | |                                                                                          |                                                                                          |
| 2月22日  | 綺羅星ディスタンス | スタァライト九九組 | 「綺羅星ディスタンス」                                                                   | 舞台『少女☆歌劇 レヴュースタァライト -The LIVE-#4 Climax』主題歌                         |
| 2月22日  | 綺羅星ディスタンス | スタァライト九九組 | 「キャラメリーゼフィナーレ」                                                             | 舞台『少女☆歌劇 レヴュースタァライト -The LIVE-#4 Climax』関連曲                         |
| 2024年   | | |                                                                                          |                                                                                          |
| 6月26日  | Star Darling | スタァライト九九組 | 「Star Darling」                                                                         | ゲーム『少女☆歌劇 レヴュースタァライト 舞台奏像劇 遙かなるエルドラド』オープニング主題歌 |
| 6月26日  | Star Darling | スタァライト九九組 | 「舞台に恋して」                                                                         | ゲーム『少女☆歌劇 レヴュースタァライト 舞台奏像劇 遙かなるエルドラド』関連曲             |
| 6月26日  | ミステリアスソーダ | 万丈ユウキ（相羽あいな） | 「線の真道」                                                                             | ゲーム『De:Lithe Last Memories』関連曲                                                   |
| 9月18日  | 「少女☆歌劇 レヴュースタァライト 舞台奏像劇 遙かなるエルドラド」劇中歌アルバム                                        | スタァライト九九組 | 「窓辺のハイライト」                                                                     | ゲーム『少女☆歌劇 レヴュースタァライト 舞台奏像劇 遙かなるエルドラド』劇中歌             |
| 9月18日  | 「少女☆歌劇 レヴュースタァライト 舞台奏像劇 遙かなるエルドラド」劇中歌アルバム                                        | 石動双葉（生田輝）、西條クロディーヌ（相羽あいな） | 「復讐の剣（双葉×クロディーヌver.）」 「LIFE IS LIKE A VOYAGE（双葉×クロディーヌver.）」 | ゲーム『少女☆歌劇 レヴュースタァライト 舞台奏像劇 遙かなるエルドラド』劇中歌             |
| 9月18日  | 「少女☆歌劇 レヴュースタァライト 舞台奏像劇 遙かなるエルドラド」劇中歌アルバム 店舗別オリジナル特典CD きゃにめ Ver.   | 西條クロディーヌ（相羽あいな）、石動双葉（生田輝） | 「復讐の剣（クロディーヌ×双葉ver.）」 「LIFE IS LIKE A VOYAGE（クロディーヌ×双葉ver.）」 | ゲーム『少女☆歌劇 レヴュースタァライト 舞台奏像劇 遙かなるエルドラド』劇中歌             |
| 9月18日  | 「少女☆歌劇 レヴュースタァライト 舞台奏像劇 遙かなるエルドラド」劇中歌アルバム 店舗別オリジナル特典CD アニメイト Ver. | 天堂真矢（富田麻帆）、西條クロディーヌ（相羽あいな） | 「復讐の剣（真矢×クロディーヌver.）」 「LIFE IS LIKE A VOYAGE（真矢×クロディーヌver.）」 | ゲーム『少女☆歌劇 レヴュースタァライト 舞台奏像劇 遙かなるエルドラド』劇中歌             |
| 9月18日  | 「少女☆歌劇 レヴュースタァライト 舞台奏像劇 遙かなるエルドラド」劇中歌アルバム 店舗別オリジナル特典CD アニメイト Ver. | 西條クロディーヌ（相羽あいな）、天堂真矢（富田麻帆） | 「復讐の剣（クロディーヌ×真矢ver.）」 「LIFE IS LIKE A VOYAGE（クロディーヌ×真矢ver.）」 | ゲーム『少女☆歌劇 レヴュースタァライト 舞台奏像劇 遙かなるエルドラド』劇中歌             |
| 9月18日  | 「少女☆歌劇 レヴュースタァライト 舞台奏像劇 遙かなるエルドラド」劇中歌EP                                              | スタァライト九九組 | 「PRIDE」                                                                                | ゲーム『少女☆歌劇 レヴュースタァライト 舞台奏像劇 遙かなるエルドラド』劇中歌             |
| 9月18日  | 「少女☆歌劇 レヴュースタァライト 舞台奏像劇 遙かなるエルドラド」劇中歌EP                                              | 愛城華恋（小山百代）、露崎まひる（岩田陽葵）、西條クロディーヌ（相羽あいな）、石動双葉（生田輝） | 「My Cheer Girl!～ウォークオーバーより～」                                               | ゲーム『少女☆歌劇 レヴュースタァライト 舞台奏像劇 遙かなるエルドラド』関連曲             |
| 11月9日  | 別れの戦記/Baby Blue                                                                                                  | 天堂真矢（富田麻帆）、花柳香子（伊藤彩沙）、愛城華恋（小山百代）、露崎まひる（岩田陽葵）、大場なな（小泉萌香）、石動双葉（生田輝）、柳小春（七木奏音）、西條クロディーヌ（相羽あいな）、星見純那（佐藤日向）           | 「別れの戦記」                                                                           | 舞台『少女☆歌劇 レヴュースタァライト -The MUSICAL- 別れの戦記』主題歌                    |

### その他参加作品
| 発売日         | 商品名                    | 歌         | 楽曲     | 備考                                |
| -------------- | ------------------------- | ---------- | -------- | ----------------------------------- |
| 2023年11月22日 | CrosSing Collection vol.3 | 相羽あいな | 「閃光」 | 『CrosSing - Music & Voice-』関連曲 |